# NGC 1584
NGC 1584 is een elliptisch sterrenstelsel in het sterrenbeeld Eridanus. Het hemelobject werd in 1886 ontdekt door de Amerikaanse astronoom Francis Preserved Leavenworth.

## Synoniemen
- PGC 15180
- ESO 551-6
- NPM1G -17.0161